# Astomonema otti
Astomonema otti is een rondwormensoort uit de familie van de Siphonolaimidae. De wetenschappelijke naam van de soort is voor het eerst geldig gepubliceerd in 1987 door Vidakovic & Boucher.